# Diponthus schulzi
Diponthus schulzi is een rechtvleugelig insect uit de familie Romaleidae. De wetenschappelijke naam van deze soort is voor het eerst geldig gepubliceerd in 1900 door Bruner.